# Walt McDougall
Pour les articles homonymes, voir McDougall.
Walt McDougall, né Walter Hugh McDougall le 10 février 1858 à Newark dans l'État du New Jersey et mort en 6 mars 1938, est un auteur américain de bande dessinée.

## Biographie
Walt McDougall trouve son premier travail dans les années 1870 en tant qu'illustrateur pour le quotidien The New York Graffic qui est le premier à ajouter des illustrations dans ses pages. Il parvient ensuite à proposer ses dessins à deux magazines Harper's Weekly et Puck. Il est le premier artiste qui voit un de ses dessins publiés en couleur dans un journal, le 21 mai 1893. L'année d'après, le 2 février 1894, il publie le premier strip en couleur en collaboration avec Mark Fenderson. En 1898, un de ses dessins est le plus grand jamais publié dans un journal puisqu'il couvre deux pages. Il est aussi le premier dessinateur à entrer dans le système de la syndication lorsqu'il commence à illustrer régulièrement une colonne hebdomadaire d'un journal. 
Durant sa carrière, il dessine de nombreux strips : Fatty Felix, Peck's Bad Boy, The Wizard of Oz, Handsome Hautrey et Hank the Hermit and his Animal Friends comme œuvre dominicale ; Absent Minded Abner, Teddy in Africa, Gink and Boob et The Radio Buggs comme strip quotidien. Il prend sa retraite dans les années 1920 et vit reclus jusqu'à ce qu'il se suicide en mars 1938.

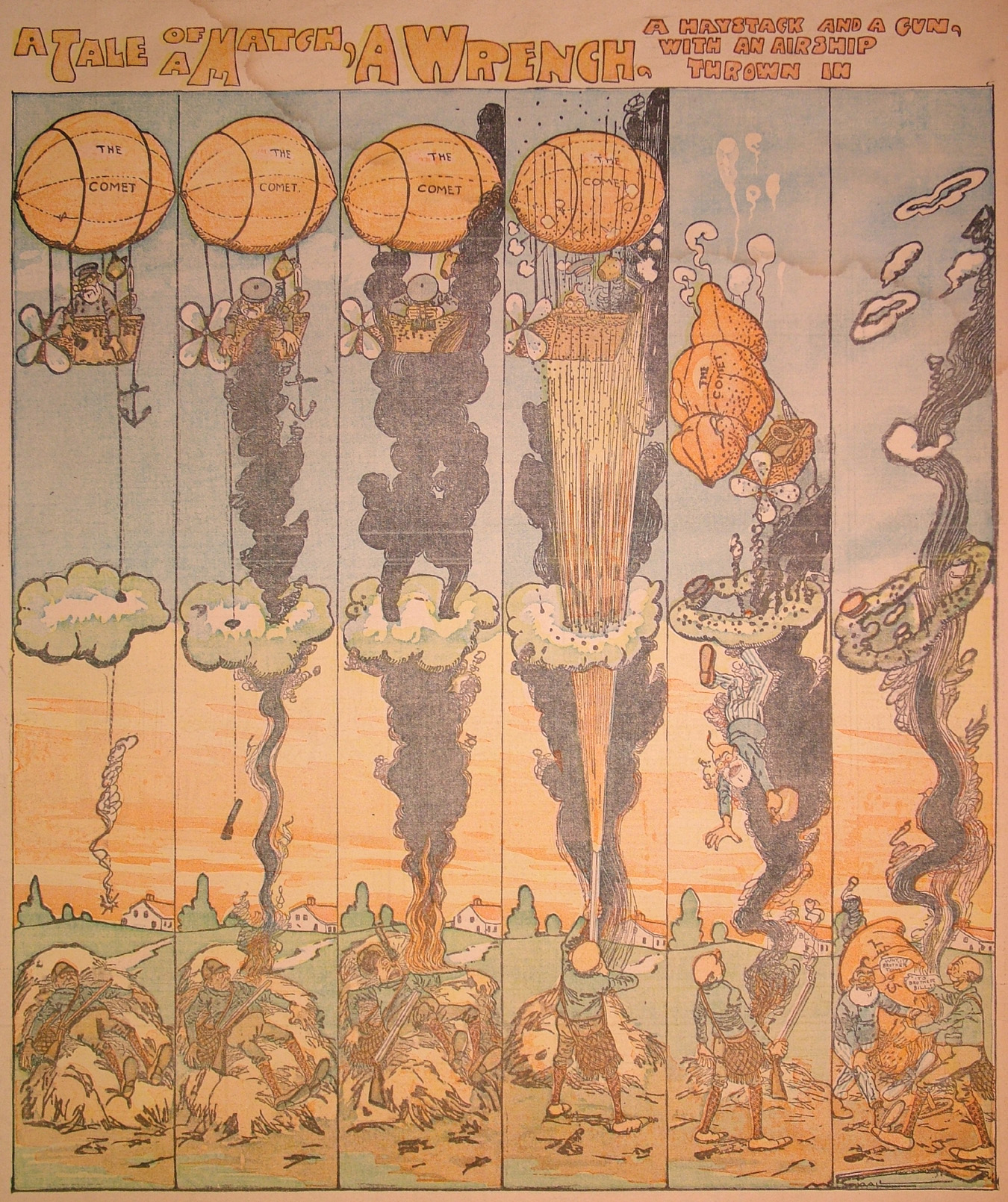
exemple d'un strip de McDougall publié le 26 octobre 1902